# Hafun
Hafun (somali: Xaafuun) és una península i vila de Somàlia a la regió de Bari, a l'estat autònom de Puntland. L'extrem de la península és conegut com a Raas Xaafuun (‘cap Hafun’) i és el lloc més oriental del continent africà. La península està unida a terra ferma per una llengua arenosa d'uns 20 km (entre 1 i 3 km d'amplada) que s'eleva uns 5 metres sobre el nivell de la mar. La ciutat està a la península, propera a la part de la llengua, a uns 2 km. La població és d'uns 5.000 habitants. És considerat el punt d'unió entre el mar aràbic i l'oceà índic.
Al Periplus Maris Erythraei (Periple de la mar Eritrea) escrit per un anònim grec vers l'any 50, s'esmenta l'empori d'Opone, identificat com Hafun. S'hi han trobat objectes egipcis, romans i perses per part d'un equip d'arqueòlegs de la Universitat de Michigan. Aquest port hauria estat utilitzat per comerciants fenicis, egipcis, grecs, perses, nabateus, africans i romans. Era un centre de comerç del cinamom, una planta aromàtica similar a la mirra o a la canyella, i altres espècies, encens, marfil, i animals exòtics.
Hafun formava part del sultanat de Majeerteen. L'octubre de 1924, E. Coronaro, el comissionat italià a Alula, va presentar al boqor (sultà) un ultimàtum de desarmament i rendició. Abans d'expirar ja les topes colonials van entrar al soldanat desembarcant a Haafuun i Alula; les forces del soldà van presentar resistència als dos llocs i van disparar als italians. Després d'un breu intent de negociació, que no va reeixir, la lluita es va reprendre. El 7 d'octubre es van confiscar tots els vaixells mercants d'Alula i a Haafuun, i el general Arimondi va bombardejar i destruir tots els petits vaixells. El 13 d'octubre Coronaro es va entrevistar amb el boqor a Baargaal i li va exigir la rendició però el 23 d'octubre el soldà va rebutjar rendir-se i la guerra va agafar intensitat. Baargaal fou bombardejada i arrasada. Els italians van trobar forta resistència arreu. El desembre la resistència dirigida per Hersi Boqor, fill del sultà, va ocupar Hurdia i Haafun expulsant als italians i tallant les seves comunicacions amb el cap Guardafui. El vaixell italià Bernica, en revenja, va bombardejar diversos punts de la costa. Hafun va tornar a mans dels italians el 1926 i en endavant fou part de la Somàlia Italiana, districte de Migiurtinia.
Durant segles fou un petit port de pesca. El 26 de desembre de 2004 fou afectada pel tsunami de l'oceà Índic que va provocar 19 morts i 160 desapareguts i va damnar la vila que va quedar sota dos metres d'aigua, sent destruïdes 812 cases i greument afectades 400 més.